# Conductor (bus)
Un  conductor d'autobús  és una persona que es dedica a conduir un autobús per transportar passatgers des d'un punt d'origen a un punt de destinació.
Existeixen conductors d'autobusos urbans i interurbans. En el primer cas, condueixen el vehicle a través d'una ruta preestablerta fent parades en els punts destinats a aquesta finalitat i que estan degudament senyalitzats per als viatgers. A cada parada recull passatgers i deixa baixar als viatgers que han arribat el seu destí. En les rutes de llarg recorregut, l'autobús pot realitzar el trajecte de punt a punt o fer parades discrecionals a diferents poblacions.
El conductor també pot conduir autobusos escolars. La seva missió és recollir als nens al matí o al migdia a les parades que es troben properes a casa i portar-los a l'escola. Al migdia o a la tarda realitza el recorregut invers recollint els nens a l'escola i transportant-los fins a les parades.

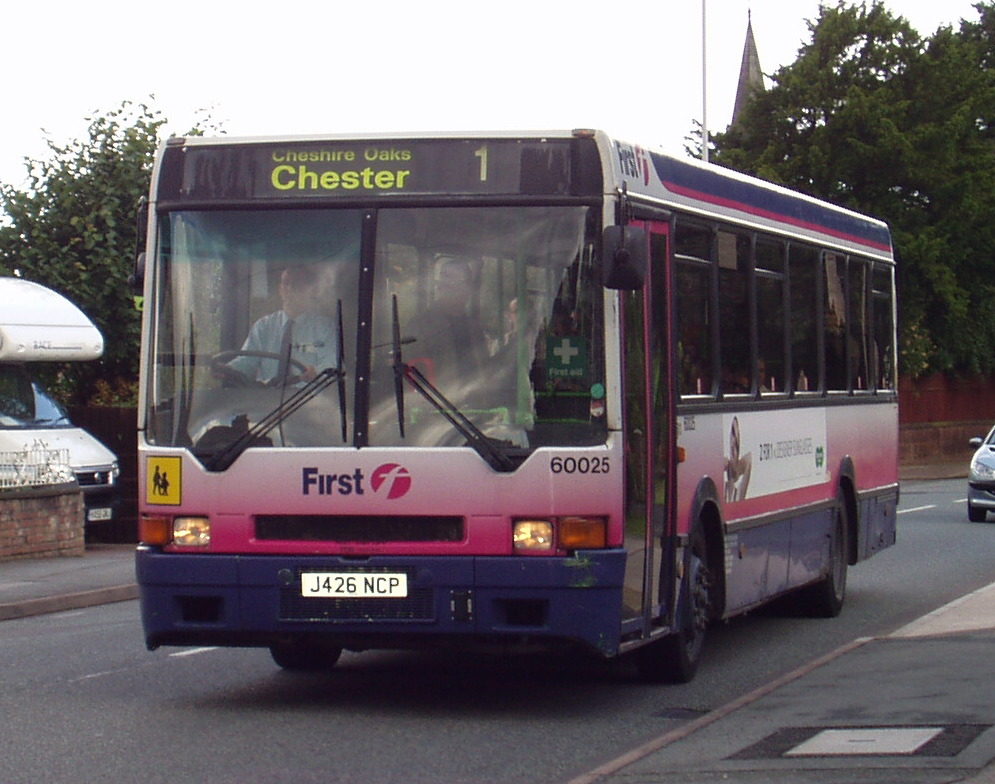
Conductor dins d'un autobús urbà

 Les funcions del conductor d'autobús urbà són les següents:
- Cobra i expedeix bitllets als passatgers en cas que no utilitzin targetes prepagades del tipus bitllet multiviatge.
- Condueix l'autobús fins a cada parada a on obre les portes d'entrada o de sortida en funció de si hi ha passatgers esperant a l'autobús o disposats a baixar.

En trajectes de llarg recorregut, el conductor recol·lecta els tiquets que han comprat els viatgers. Carrega l'equipatge al portamaletes de l'autobús abans de la sortida i el descarrega al punt de destinació.
En tots els casos, regula els sistemes d'il·luminació, ventilació i calefacció a l'interior del vehicle i maneja els mitjans d'entreteniment com música o projecció de vídeos. Altres funcions del conductor es refereixen al manteniment del vehicle controlant els nivells d'aigua i oli així com la pressió de les rodes. Reomple el combustible i realitza els manteniments mínims. En cas d'avaria o accident, avisa la central o als serveis d'assistència.